# Luka Cindrić
Luka Cindrić (Ogulin, 5. srpnja 1993.), hrvatski je rukometaš i reprezentativac. Igra desnom rukom. Također je bivši prvoligaški nogometaš.

## Nogometna karijera
Igrao je nogomet za niže dobne skupine u NK Ogulin i NK Karlovac. S 14 godina je zabio četiri gola Dinamu i odmah dobio poziv na Maksimir. No, njegov otac odbio je smatrajući da mu sin ima bolju budućnost u rukometu. Nekoliko godina kasnije zaigrao je i za prvu momčad Karlovca u 1. HNL.

## Rukometna karijera

### Klupska karijera
U hrvatskoj Premijer ligi zaigrao je 2012. godine igrajući za Karlovac. Natjecao se u EHF-ovom Challenge Cupu. U prvoj sezoni, 2012./13., postigao je 243 pogotka u 33 utakmice, od čega 38 iz sedmeraca i bio je najbolji strijelac.
U drugoj sezoni je u 15 utakmica 131 puta postigao pogodak, od čega 31 puta sa sedam metara. Siječnja 2014. godine prešao je u makedonski Metalurg iz Skoplja s kojim je igrao u Ligi prvaka 2013./14. i došao do četvrtzavršnice i osvojio makedonsko prvenstvo 2014. godine.
Makedonski klub Vardar je 4. lipnja 2017. godine iznenađujuće na svome prvom nastupu na završnom turniru osvojio naslov europskog prvaka u rukometu. U poluzavršnici je pobijedio Barcelonu 26:25, a pobjedonosni pogodak postigao je Hrvat Luka Cindrić u posljednjim sekundama utakmice. U završnici protiv pariškog PSG-a, također debitanta u završnicama, Vardar je slavio 24:23. Odlučujući pogodak postigao je Hrvat Ivan Čupić doslovno u posljednjoj sekundi utakmice.
Kasnije je igrao baš za Barcelonu, a trenutno igra za rumunjski Dinamo Bukurešt.

### Reprezentativna karijera
S hrvatskom juniorskom reprezentacijom osvojio je četvrto mjesto na svjetskom prvenstvu igrača do 21 godine održanom 2013. godine u BiH. Za hrvatsku seniorsku reprezentaciju prvu je utakmicu zaigrao 5. travnja 2014. godine u Lausannei protiv Švedske. Bio je član hrvatske reprezentacije koja je osvojila srebro na Svjetskom prvenstvu u Hrvatskoj, Danskoj i Norveškoj 2025.

## Vanjske poveznice
- Profil na Handball-Talents  Arhivirana inačica izvorne stranice od 22. veljače 2021. (Wayback Machine) (engl.)
- Luka Cindrić u bazi podataka EHF (engl.)